# العلاقات الأذربيجانية الأوكرانية
العلاقات الأذربيجانية الأوكرانية هي العلاقات الثنائية التي تجمع بين أذربيجان وأوكرانيا.

## مقارنة بين البلدين
هذه مقارنة عامة ومرجعية للدولتين:
| وجه المقارنة                                              | أذربيجان        | أوكرانيا                                   |
| --------------------------------------------------------- | --------------- | ------------------------------------------ |
| المساحة (كم2)                                             | 86.60 ألف       | 603.63 ألف                                 |
| عدد السكان (نسمة)                                         | 10.00 مليون     | 45.55 مليون                                |
| الكثافة السكانية (ن./كم²)                                 | 115.47          | 75.46                                      |
| العاصمة                                                   | باكو            | كييف                                       |
| اللغة الرسمية                                             | اللغة الأذرية   | اللغة الأوكرانية                           |
| العملة                                                    | مانات أذربيجاني | هريفنا أوكرانية، كاربوفانيتس، روبل سوفييتي |
| الناتج المحلي الإجمالي (بليون دولار)                      | 40.75 مليار     | 112.15 مليار                               |
| الناتج المحلي الإجمالي (تعادل القوة الشرائية) بليون دولار | 171.56 مليار    | 352.98 مليار                               |
| الناتج المحلي الإجمالي الاسمي للفرد دولار أمريكي          | 5.50 ألف        | 2.11 ألف                                   |
| الناتج المحلي الإجمالي للفرد دولار أمريكي                 | 17.52 ألف       | 8.66 ألف                                   |
| مؤشر التنمية البشرية                                      | 0.751           | 0.747                                      |
| رمز المكالمات الدولي                                      | +994            | +380                                       |
| رمز الإنترنت                                              | .az             | .ua، .укр ‏                                 |
| المنطقة الزمنية                                           | ت ع م+04:00     | ت ع م+02:00، ت ع م+03:00، توقيت شرق أوروبا |

## مدن متوأمة
في ما يلي قائمة باتفاقيات التوأمة بين مدن أذربيجانية وأوكرانية:
- ترتبط شاكي مع جميرينكا باتفاقية توأمة منذ 2004.
- ترتبط باكو مع كييف باتفاقية توأمة منذ 1985.[15][15]
- ترتبط Qaradağ raion [الإنجليزية]‏ مع تشورنومورسك باتفاقية توأمة.
- ترتبط سومقاييت مع تشيركاسي باتفاقية توأمة منذ 1987.

## منظمات دولية مشتركة
يشترك البلدان في عضوية مجموعة من المنظمات الدولية، منها:
| علم المنظمة | اسم المنظمة                               | تاريخ انضمام أذربيجان | تاريخ انضمام أوكرانيا |
| ----------- | ----------------------------------------- | --------------------- | --------------------- |
|             | الاتحاد البريدي العالمي                   | ?                     | ?                     |
|             | يونسكو                                    | 3 يونيو 1992          | 12 مايو 1954          |
|             | البنك الدولي للإنشاء والتعمير             | 18 سبتمبر 1992        | 3 سبتمبر 1992         |
|             | وكالة ضمان الاستثمار متعدد الأطراف        | 23 سبتمبر 1992        | 19 يوليو 1994         |
|             | الاتحاد الدولي للاتصالات                  | 10 أبريل 1992         | 7 مايو 1947           |
|             | منظمة الشرطة الجنائية الدولية             | ?                     | ?                     |
|             | مؤسسة التنمية الدولية                     | 31 مارس 1995          | 27 مايو 2004          |
|             | مؤسسة التمويل الدولية                     | 11 أكتوبر 1995        | 18 أكتوبر 1993        |
|             | الأمم المتحدة                             | 2 مارس 1992           | 24 أكتوبر 1945        |
|             | منظمة الأمن والتعاون في أوروبا            | 30 يناير 1992         | 30 يناير 1992         |
|             | مجلس أوروبا                               | 25 فبراير 2001        | 9 نوفمبر 1995         |
|             | منظمة التعاون الاقتصادي للبحر الأسود      | ?                     | ?                     |
|             | منظمة حظر الأسلحة الكيميائية              | ?                     | ?                     |
|             | المركز الدولي لتسوية المنازعات الاستشارية | 18 أكتوبر 1992        | 7 يوليو 2000          |

## أعلام
هذه قائمة لبعض الشخصيات التي تربطها علاقات بالبلدين:
- آيسل تيمورزاده (مغنية أذربيجانية، 25 أبريل 1989[21] – )
- ألكسندر علييف (لاعب كرة قدم أوكراني، 3 فبراير 1985[22] – )
- سمير حسنوف (لاعب كرة قدم سوفيتي، 9 سبتمبر 1967 – )
- لف نوسيمباوم (20 أكتوبر 1905 – 27 أغسطس 1942)

## وصلات خارجية
- موقع وزارة الخارجية الأذربيجانية
- موقع وزارة الخارجية الأوكرانية